# José Figuerola
José Miguel Francisco Luis Figuerola y Tresols (Barcelona, España, 1897 - Buenos Aires, Argentina, 1970) fue un jurista, profesor universitario y político español y argentino que desarrolló su actividad profesional y política entre su país de origen y Argentina, colaborando tanto con el gobierno de Miguel Primo de Rivera como, sobre todo, con el de Juan Domingo Perón.

## Inicios en España
Figuerola se doctoró precozmente en Derecho y Filosofía y Letras, convirtiéndose pronto en un experto en relaciones laborales y orden social. Su conocimiento de la materia le permitió progresar durante la dictadura del general Primo de Rivera hasta ser nombrado jefe de gabinete del ministro de Trabajo, Eduardo Aunós. Representó a España ante la Organización Internacional del Trabajo (OIT) en Ginebra y viajó a Italia para estudiar los programas laborales aplicados por Mussolini. En 1930, tras la caída de la dictadura, emigró a París y, posteriormente, a la Argentina.

## Argentina
En Argentina trabajó como empleado de la Compañía Argentina de Electricidad y, más tarde, se integró en el Departamento Nacional del Trabajo. Allí desempeñó las jefaturas de la División Estadística y de Organización Profesional. El 27 de octubre de 1943 conoció allí a Juan Domingo Perón, cuya confianza se ganó gracias a sus amplios conocimientos en administración, estadística y legislación social. Fue Figuerola quien le hizo notar con datos demográficos la importancia política de la clase obrera urbana.
Políticamente, Figuerola era simpatizante de Franco y mantenía una cordial relación con la Falange. Sus ideas eran peculiares pero claramente autoritarias. En 1943 publicó un libro que exponía su idea de cómo debía ser la relación entre el Estado y los trabajadores: La colaboración social en Hispanoamérica. La obra, que proponía un corporativismo de tipo fascista, impresionó a Perón. En este y otros libros, Figuerola proponía que el Estado interviniera legislativamente, desarrollara políticas sociales y ejerciera un papel arbitral para lograr el equilibrio entre empresarios y trabajadores. Criticaba el extremismo sindical, pero también la rigidez de los patronos.
En 1944, Figuerola fue designado por Perón Secretario General del Consejo Nacional de Posguerra, un organismo encargado de planificar la política del país al finalizar la guerra en Europa con el que Perón aumentaba su influencia. El Consejo intentó potenciar la producción agrícola e industrial y establecer qué industrias necesitaban el apoyo estatal.
Al llegar Perón a la presidencia en 1946, nombró a Figuerola Secretario de Asuntos Técnicos en su Gobierno, un cargo con rango ministerial desde el que se encargaba de coordinar tanto a los distintos ministerios como a las organizaciones relacionadas con el gobierno. Ello le convirtió en una de las personas más próximas al Presidente y en autor de numerosas leyes, discursos presidenciales y documentos partidistas.
Figuerola proyectó el Primer Plan Quinquenal, que fue calificado de "corporativista" por los opositores al gobierno, que vieron en la figura del asesor catalán un blanco excelente para sus ataques. La finalidad del Plan era obtener datos acerca de las necesidades de la Argentina, valorar la capacidad de las diversas industrias y establecer una estrategia de desarrollo. Intentaba crear zonas industriales por todo el país para alcanzar una modernización equilibrada territorialmente. Para ello, era necesario construir nuevas vías de comunicación y de transporte de energía. Por último, se preveía la modernización de los sistemas educativo y sanitario. En octubre de 1946, el Plan fue presentado al Congreso por Perón y Figuerola. Sin embargo, tuvo escaso éxito.
En 1948, Perón encargó a Figuerola la redacción de un anteproyecto de nueva Constitución. Su trabajo fue criticado por otros sectores peronistas y no obtuvo la aprobación del Presidente. El proyecto pasó entonces a una comisión parlamentaria dirigida por Arturo Sampay que, probablemente por encargo de Eva Duarte de Perón, introdujo en él una norma que exigía haber nacido en Argentina para ser ministro. Esa exigencia excluía al gallego Figuerola del círculo más alto del poder.
Aunque fue relegado por Perón, Figuerola le siguió siendo fiel. Por ese motivo sufrió prisión durante la dictadura denominada Revolución Libertadora. Además, en 1958 estuvo a punto de morir a consecuencia de la explosión de una bomba. Desde 1963 fue secretario general del Instituto Superior de Investigaciones Sociales, asesor técnico de la Federación Gremial de la Carne y asesor de los Sindicatos Unidos Petroleros del Estado. Falleció en Buenos Aires en 1970, por lo que no pudo contemplar el retorno triunfal de Perón.